# Tachydromia kerzhneri
Tachydromia kerzhneri är en tvåvingeart som beskrevs av Igor Shamshev 1994. Tachydromia kerzhneri ingår i släktet Tachydromia och familjen puckeldansflugor. Inga underarter finns listade i Catalogue of Life.